# 遵義鈦業
遵義鈦業股份有限公司是遵義鈦廠旗下的公司，主要在中國生產海錦鈦。

## 历史
2008年4月24日，遵義鈦業成功申請在深圳證券交易所中小企業板上市，首發審核獲中國證監會顺利。但因為市況低迷，中國證監會在2008年9月暫停了IPO發行上市。2009年6月，IPO發行上市重啓，但遵義鈦業未能完成上市。2013年1月10日，遵義鈦業在中國證監會宣布會對上市申請企業進行財務打假後，要求撤回首次IPO上市的申请。

## 外部連結
- 遵義鈦業網站 （页面存档备份，存于）
- 中国网财经中心 - 遵义钛业上市梦断 （页面存档备份，存于）